# Нижнелужицкая гимназия
Нижнелужицкая гимназия, полное наименование — Нижнелужицкая гимназия Котбус (н.-луж. Dolnoserbski gymnazium Chóśebuz, нем.  Niedersorbisches Gymnasium Cottbus) — наименование среднего учебного заведения, находящегося в Германии в городе Котбус. Единственное среднее учебное заведение в Германии, в котором преподавание ведётся полностью на нижнелужицком языке.

## История
Сербская гимназия была основана 1 сентября 1947 года в городе Котбус. Была основана по инициативе лужицкого общественного деятеля Фридо Метшка. Первоначально называлась как «Serbska wuša šula» (Сербская средняя школа). В первый год обучения в гимназии училось 76 учеников и преподавали 8 учителей из Верхней Лужицы. Первый выпуск был в 1954 году. В 1959 году на основе школы была создана Сербская расширенная средняя школа (Serbska rozšyrjona wuša šula).
В 1974 году гимназии было присвоено имя нижнелужицкой писательницы Марьяны Домашкойц.
В настоящее время в гимназии обучается около 690 учеников.

## Известные сотрудники и выпускники
- Аня Погончова (род. 1970) — научный сотрудник Серболужицкого института и телеведущая программы «Łužyca» на нижнелужицком языке.
- Мешканк, Альфред — преподаватель физики и астрономии[1] и лужицкий переводчик.